# Zello
Zello es una aplicación walkie-talkie para móviles y ordenador, creada en Austin (Texas) y disponible para Android, iOS, BlackBerry, Windows Phone (23/03/16), PC y Mac.

## Historia de la compañía
Originariamente llamada Loudtalks fue fundada en 2007 por Alexey Gavrilov. Loudtalks participó en la TechCrunch 40 Mobile and Communications Conference el 17 de septiembre del mismo año.

## Productos
Zello actúa como un reemplazo de las radios tradicionales de dos vías, que ofrece características adicionales, tales como un historial de los mensajes de texto (notificaciones), fotos y los de voz, la repetición de estos últimos, con un contacto o bien, un grupo de personas a través de un canal.

Con sólo pulsar un gran botón en medio de la pantalla se envía el mensaje que escuchará únicamente el contacto que actúa como receptor o el resto de miembros de un (canal, gracias a que la comunicación está encriptada, aunque también se puede configurar un botón personalizado para que actúe como el pulsador para hablar o bien, activar un botón Vox (transmisión por detección de voz).

Los canales pueden ser de acceso público o privado según como lo hayan configurado las personas que los crearon (administradores) y dentro de ellos, tanto la persona que administra como la que modera pueden enviar alertas de forma selectiva a miembros que lo deseen, así como rechazar o bloquear a usuarios no deseados.

La aplicación puede funcionar en modo manos libres simple, mediante Bluetooth, o en modo teléfono para evitar que el resto de la gente pueda escuchar las conversaciones recibidas.

Además, tiene soporte técnico para la resolución de incidencias y funciona a través de redes GPRS/EDGE, 3G y 4G. 
Según el senador de Estados Unidos, Ted Cruz, Zello es «un servicio de mensajería directa que permite a los miembros comunicarse libremente, ya sea en privado con los individuos o en canales abiertos que pueden soportar cientos de miles de usuarios».

## Noticias
Zello fue noticia en junio de 2013 cuando las manifestantes turcos la usaban para burlar la censura del gobierno. Como resultado, Zello fue la aplicación más descargada en Turquía durante la primera semana de junio de ese año.
En febrero de 2014 fue bloqueado por CANTV y Movilnet en Venezuela debido a las protestas contra el gobierno de Nicolás Maduro, ya que fue usada de la misma manera que los turcos y ucranianos.
A lo largo de 2015 y 2016 se han restablecido de nuevo las comunicaciones de Zello en Venezuela y la gente del país continúa con sus protestas a través de Zello.

Un artículo de la web HSBNoticias.com del 23 de marzo de 2015 explicaba que Zello se había convertido en la favorita de los militantes del Estado Islámico en sus operaciones terroristas. Esta información fue desvelada por Hassan Hassan, coautor junto a Michael D. Weiss del libro ISIS: Inside the Army of Terror (EI: Dentro de la armada del terror). La aplicación actuaba como red social que comunicaba a grupos cerrados de personas (canales). Según este artículo, entre las ventajas de usar Zello, estaban que se usaba el mínimo ancho de banda y de gasto de batería, por lo que resultaba idónea para moverse en zonas remotas en las que no solía haber buena cobertura de telefonía móvil.
Por decisión de Zello Inc., a partir de la versión 3.104 para Android y la equivalente en iOS, cualquier usuario que cree un canal público o privado, en el momento de incluirlo en la red tras haberlo configurado y añadirle una foto como avatar, debe antes introducir su número de teléfono y enviarlo a través del servicio Account Kit, desarrollado por Facebook.
Ello, conlleva una dependencia de terceros, al menos con la creación de canales fijos, y una más que posible falta de privacidad por el hecho de depender de una herramienta de Facebook.